# Bernhard Pulver
Pour les articles homonymes, voir Pulver.
Bernhard Pulver, né le 7 août 1965 à Berne (originaire de Rüeggisberg), est une personnalité politique suisse, membre des Verts. Il est membre du Conseil-exécutif du canton de Berne de 2006 à 2018, où il est chargé de l'instruction publique.

## Biographie
Bernhard Pulver naît le 7 août 1965 à Berne. Il est originaire de Rüeggisberg, dans le même canton.
Après avoir obtenu sa maturité (type E, économie) à Berne, il entame d'abord des études de géographie à l'Université de Neuchâtel. En 1995, il reprend des études de droit à l'Université de Neuchâtel jusqu'à l'obtention de sa licence en 1999. En 2003, il obtient un doctorat, puis travaille à l'Office fédéral de la justice jusqu’en 2006. De 2005 à 2006, il est aussi chargé d'enseignement de droit constitutionnel à l'Université de Neuchâtel.

## Carrière politique
Il est cofondateur du Parti écologiste suisse et en est le secrétaire général de 1987 à 1995.
De 1997 à 1999, il siège au Conseil de ville (législatif) de la ville de Berne.
De 1999 à 2006, il est membre du Grand Conseil du canton de Berne. Il préside en particulier la commission d'enquête parlementaire sur les problèmes financiers de la caisse de pension des enseignants bernois. À partir de 2004, il est le président du groupe Vert au parlement cantonal.[réf. souhaitée]

### Gouvernement cantonal
Le 9 avril 2006, il est élu au Conseil-exécutif bernois, où il prend en charge du département de l'instruction publique. Il est le premier candidat ouvertement homosexuel à accéder à un exécutif cantonal en Suisse,. Il est réélu à trois reprises, étant même le candidat le mieux élu en 2010.
Le 15 août 2017, il annonce qu'il ne se représentera pas pour un quatrième mandat. Il quitte donc le gouvernement le 31 mai 2018.
En octobre 2019, après la vague verte, à l'élection du Conseil national, il est pressenti potentiel candidat au Conseil fédéral par des observateurs journalistiques,.

### Retour en politique
En novembre 2022, il annonce présenter sa candidature au Conseil des États pour les élections fédérales suisses de 2023.

### Autres mandats
Il est membre du comité de Pink Cross de 1998 à 2000.
En 2019, il est nommé président du Conseil d'administration du groupe hospitalier de l'Île, à Berne. En 2021, il est nommé professeur honoraire à l'Université de Berne.